# Ешиппен (Вісконсин)
Ешиппен (англ. Ashippun) — місто (англ. town) в США, в окрузі Додж штату Вісконсин. Населення — 2663 особи (2020).

## Демографія
Згідно з переписом 2010 року, у місті мешкало 2559 осіб у 988 домогосподарствах у складі 760 родин. Було 1029 помешкань
Расовий склад населення:
| - 98,7 % — білих - 0,1 % — вихідців з тихоокеанських островів - 0,1 % — корінних американців - 0,1 % — азіатів |

До двох чи більше рас належало 0,8 %. Частка іспаномовних становила 1,3 % від усіх жителів.
За віковим діапазоном населення розподілялося таким чином: 23,7 % — особи молодші 18 років, 62,5 % — особи у віці 18—64 років, 13,8 % — особи у віці 65 років та старші. Медіана віку мешканця становила 42,0 року. На 100 осіб жіночої статі у місті припадало 102,9 чоловіків;  на 100 жінок у віці від 18 років та старших — 104,5 чоловіків також старших 18 років.
Середній дохід на одне домашнє господарство  становив 84 695 доларів США (медіана — 74 891), а середній дохід на одну сім'ю — 95 762 долари (медіана — 79 598). Медіана доходів становила 52 560 доларів для чоловіків та 37 583 долари для жінок. За межею бідності перебувало 10,4 % осіб, у тому числі 15,4 % дітей у віці до 18 років та 9,9 % осіб у віці 65 років та старших.
Цивільне працевлаштоване населення становило 1342 особи. Основні галузі зайнятості: виробництво — 23,0 %, освіта, охорона здоров'я та соціальна допомога — 16,8 %, будівництво — 11,5 %, роздрібна торгівля — 9,8 %.